# Virak
Virak (en serbe cyrillique : Вирак) est un village du nord-ouest du Monténégro, dans la municipalité de Žabljak.

## Démographie

### Évolution historique de la population
| 1948 | 1953 | 1961 | 1971 | 1981 | 1991 | 2003 |
| ---- | ---- | ---- | ---- | ---- | ---- | ---- |
| 283  | 364  | 353  | 306  | 204  | 134  | 117  |